# Властилина
«Властилина» — финансовая пирамида, организованная в ноябре 1992 года Валентиной Соловьёвой в Подольске и рухнувшая осенью 1994 года. По официальным данным, от действий мошенницы пострадали 16 597 человек; вкладчики финансовой пирамиды потеряли 536,7 млрд неденоминированных рублей и 2,67 млн долларов США.
Сама Валентина Соловьёва назвала сумму в 150 000 000 долларов.

## Пирамида
Фирма «Властилина» была зарегистрирована В. Соловьёвой в ноябре 1992 года. Компания занималась продажей автомобилей, квартир и особняков по низким ценам, а также депозитными вкладами под большие проценты. Новым сотрудникам, принятым на работу в компанию, Соловьёва предложила сделать вклад по 3,9 млн рублей каждому. За эти деньги через неделю сотрудникам был обещан новый автомобиль марки «Москвич» (реальная его стоимость в те годы составляла порядка 8 млн). Соловьёва действительно выполнила это обещание.
Слава о счастливых обладателях новых машин, а затем и о Валентине Соловьёвой, разлетелась по всей России, быстро оказав действие на окружающих. Число вкладчиков увеличивалось в геометрической прогрессии. Однако для новых вкладчиков сроки получения машин были увеличены — вначале месяц, затем три, далее шесть. Валентина Соловьёва брала деньги, обещая вернуть их вместе с огромными процентами. Тем же, кто не забирал вклады через заранее оговорённое время, Соловьёва предлагала приобрести машины и квартиры в Москве и Московской области по цене почти в два раза ниже, чем через официальные автосалоны и риелторские фирмы. Схема работы «Властилины» была типичной для пирамиды: владельцы компании получали деньги с новых вкладчиков, часть собранной суммы оставляли себе, а остальное шло на выплаты тем, кто вложился раньше.
В отличие от многих других финансовых пирамид, во «Властилине» была ограничена сумма минимального вклада. Она составляла 50 миллионов неденоминированных рублей. Несмотря на столь большую сумму минимального вклада, число вкладчиков продолжало увеличиваться. Влияние «Властилины» вышло за пределы России и распространилась на ряд стран СНГ, в частности, на Украину, Белоруссию и Казахстан. Ещё одно отличие от подобных финансовых пирамид состояло в том, что во «Властилине» была сделана ставка в первую очередь на коллективных вкладчиков.
Соловьёва стала самой богатой женщиной России. Люди несли «Властилине» все свои сбережения. Среди них были знаменитости, крупные чиновники и представители криминальных групп.

## Крушение пирамиды
Начиная с осени 1994 года выплаты начали происходить с перебоями. Вкладчикам объясняли, что в связи с временными трудностями в данный момент денег нет, но их обязательно впоследствии выплатят. Людям не оставалось ничего иного, кроме как ждать. В начале октября 1994 года «Властилина» попала в поле зрения налоговой инспекции. Как выяснилось, фирма, в обороте которой находились миллиарды, практически не имела ни бухгалтерии, ни точного списка своих вкладчиков. Из этого делается вывод, что Соловьёва заранее знала, что вскоре компания перестанет существовать.
7 октября 1994 года прокуратура города Подольска возбудила уголовное дело, обвинив Валентину Соловьёву в мошенничестве в особо крупных размерах. Соловьёва скрылась, однако спустя полгода, 7 июля 1995 года, была арестована.
За годовой период работы фирмы были собраны деньги более чем с двадцати шести тысяч вкладчиков на общую сумму 543 миллиарда рублей. До сих пор остаётся неизвестным, куда исчезли все деньги. Имущество же самой Соловьёвой, конфискованное впоследствии по приговору суда, было оценено в 18 миллионов рублей.
В 1995 году в составе адвокатской группы с Валентиной Соловьёвой работал Павел Астахов:

это было одним из первых громких дел. Я вошёл в него, когда был ещё молодым адвокатом, и там уже работали маститые профессионалы. Моим подзащитным был муж Валентины Соловьёвой — он впоследствии трагически погиб. Его задержали первым, он шёл как соучастник, хотя, конечно, никаким соучастником не был. Мне удалось вытащить его из тюрьмы…
30 марта 1996 года начался судебный процесс над «Властилиной». В общей сложности следствие и суд продлились пять лет. В 1999 году Валентина Ивановна Соловьёва за мошенничество в особо крупных размерах была приговорена к семи годам лишения свободы с конфискацией имущества. Свою вину она так и не признала.
Впоследствии адвокат Астахов содействовал условно-досрочному освобождению Соловьёвой, однако после этого отказался с ней работать. 17 октября 2000 года Соловьёва была освобождена условно-досрочно. Поводом для досрочного освобождения стало, помимо различных иных причин, ходатайство от имени профсоюза предпринимателей Московской области. Её заместитель, Людмила Ивановская, получила 4 года лишения свободы, и также вышла на свободу в 2000 году.

## Известные вкладчики
- Алла Пугачёва и Филипп Киркоров вложили под расписку 1 750 000 $[7]
- Александр Розенбаум[8]
- Надежда Бабкина. Соловьёва подарила ей «Мерседес S600», Бабкина была последней, кто посетил Соловьёву перед тем, как та «ударилась в бега»[9]
- Илона Броневицкая продала квартиру в Санкт-Петербурге, чтобы вложиться во «Властилину», однако в результате осталась без денег и жилья[10]
- Ефим Шифрин[8]
- Алексей Мускатин — бывший директор Ефима Шифрина, продюсер группы «Диамант»[8]
- Юрий Лоза[8]
- Дима Маликов[8]
- Группа «Любэ»[8]
- «Браво»[8]
- Вадим Казаченко[8]
- Лолита[8]
- Александр Кальянов[8]

## Дальнейшая судьба
Выйдя на свободу, Валентина Соловьёва вернулась к предпринимательству. Основанная ею новая компания «Интерлайн» обещала машины по цене в два раза ниже рыночной стоимости автомобиля. Её клиенты пожаловались в прокуратуру, но Соловьёвой удалось доказать свою непричастность. Все документы были оформлены на её подругу Людмилу Ивановскую, которая на тот момент находилась в федеральном розыске.
Второй раз Соловьёву арестовали в 2005 году. Двум москвичам она обещала автомобили за полцены, но и тогда её пришлось отпустить — у правоохранительных органов не нашлось достаточного количества доказательств её вины. В том же году Соловьёва организовала так называемый «Российский купеческий фонд». Для покупки нового автомобиля необходимо было внести некоторую сумму денег, а после привести ещё двух человек, готовых сдать деньги на покупку автомобилей. Но на сей раз её постигла неудача — одним из её клиентов оказался оперуполномоченный Московского уголовного розыска. Не дождавшись денег, он написал заявление в своё ведомство, и Соловьёва была арестована. Летом 2005 года её приговорили к 4 годам лишения свободы в колонии общего режима.
Подельница Соловьёвой была арестована только в июне 2009 года.